# Pravets

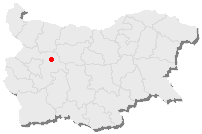
Pravets läge i Bulgarien.

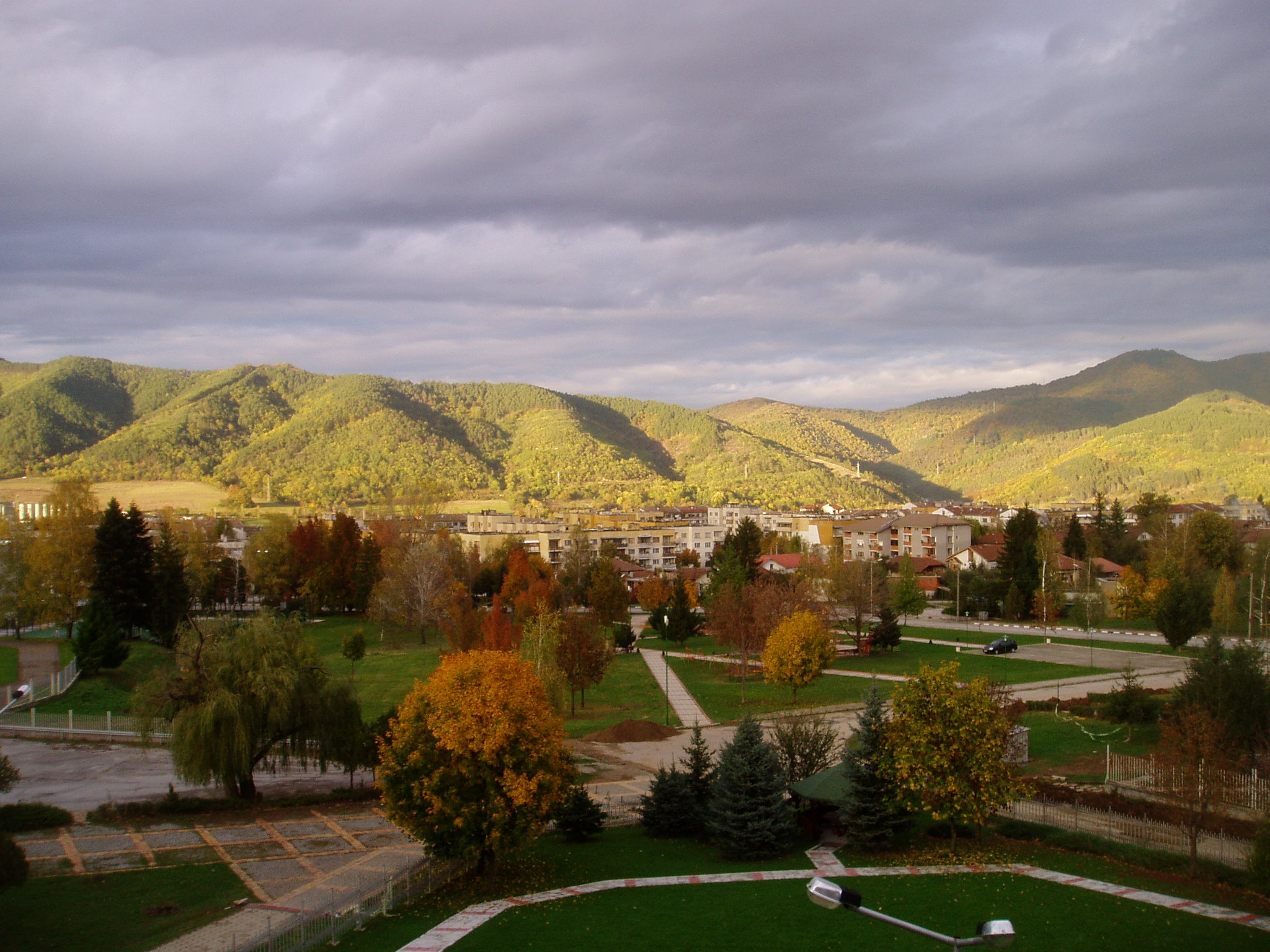

Pravets (bulgariska: Правец) är en stad i västra Bulgarien i Sofijska oblast. Den har cirka 4 500 invånare. Pravets är mest känd för att vara den bulgariske kommunistledaren Todor Zjivkovs födelseort.
Pravets blev år 1981 i samband med firandet av att det var 1300 år sedan Bulgarien bildades upphöjd från by till stad, sannolikt för att det var just Todor Zjivkovs födelseort. Pravets var också känt för att det under 1970- och 1980-talet var centrum för den bulgariska datortillverkningen.